# Pop Is Dead
«Pop Is Dead» — пісня англійського рок-гурту Radiohead. Вона вийшла як позаальбомний сингл 10 травня 1993 року, через кілька місяців після релізу дебютного альбому Pablo Honey. Сингл досяг 42 місця в британському хіт-параді синглів, що виявилося нижче очікуваного. Пізніше учасники гурту сказали, що шкодують про те, що випустили його.

## Музика
«Pop Is Dead» починається з хроматичного рифу, зіграного гітаристом Джонні Ґрінвудом. Як і в попередньому синглі Radiohead, «Anyone Can Play Guitar», текст пісні критикує засоби масової інформації та музичну індустрію.
Другий бік синглу — акустичний трек «Banana Co.», був описаний як «злегка бітлівська мелодія» з текстом, що натякав на загальну ненависть до транснаціональних корпорацій. Електрична версія «Banana Co.» пізніше увійшла до синглу «Street Spirit (Fade Out)». Інший бік реліз — живе виконання пісні з Pablo Honey «Ripcord», його було записано на концерті Town and Country Club у Лондоні в лютому 1993 року, коли Radiohead виступали на розігріві у Belly.

## Відгуки
«Pop Is Dead» посів 42 місце в хіт-параді UK Singles Chart, що виявилося нижче очікувань. Він не виходив у США. Після виходу другого альбому Radiohead, The Bends, у 1995 році редактор Melody Maker Робін Бреснарк написав, що якби Radiohead випустили «Pop is Dead» тоді, він би став «синглом з п'ятірки найкращих».
Через роки після релізу гітарист Radiohead Ед О'Браєн назвав трек «огидною помилкою», а барабанщик Філ Селвей сказав, що шкодує про те, що вони випустили його.
«Pop is Dead» увійшла до перевидання Pablo Honey 2009 року. Рецензуючи перевидання, критик IGN Фінн Вайт описав «Pop is Dead» як «розумну і дотепну рок-сатиру», проте Скотт Плагенгоф з Pitchfork назвав її «жахливою». 2019 року американський музичний журналіст Марк Хоган назвав її найгіршою піснею Radiohead.

## Музичне відео
Режисером кліпу виступив Дуайт Кларк, за мотивами тексту вокаліста Radiohead Тома Йорка. У кліпі Йорк зобразив персонажа Попа як «прикрашеного вампіра у скляній труні» у супроводі інших учасників гурту. За словами учасника знімання відеокліпу Діллі Гента, «Ми змусили весь фан-клуб Radiohead нести його через Оксфорд-Даунс … На початку 90-х ми, ймовірно, думали, що ці відео були нормальними, але, озираючись на них зараз, ми всі просто хочемо померти». Stereogum порівняв відео з кліпами Nirvana.

## Трек-лист
| #  | Назва                   | Тривалість |
| -- | ----------------------- | ---------- |
| 1. | «Pop Is Dead»           | 2:13       |
| 2. | «Banana Co. (acoustic)» | 2:27       |
| 3. | «Creep (live)»          | 4:11       |
| 4. | «Ripcord (live)»        | 3:08       |

## Персоналії
Radiohead
- Том Йорк — вокал, гітара
- Джонні Ґрінвуд — гітара, піаніно
- Колін Ґрінвуд — бас-гітара
- Ед О'Браєн — гітара, бек-вокал
- Філ Селвей — барабани

Студійний персонал
- Джим Уоррен — продюсування
- Radiohead — продюсування
- Баррі Хаммонд — зведення
- Рейчел Оуен — обкладинка
- Icon — дизайн